# Splintved
Splintved er det levende ved, som findes yderst i mange træarters stamme og grene. I nogle tilfælde fortsætter træet med at danne splintved (Almindelig Bøg er et eksempel på det), men i de fleste tilfælde vil vedcellerne dø efter nogle år. Derfor vil en overskåret træstamme som regel udvise et arveligt bestemt antal årringe af levende splintved uden om et stadigt stigende antal årringe med dødt kerneved.
I splintveddet sker den opadgående transport af vand og opløste, mineralske salte. Det sker i vedkarrene, som er indbygget mellem veddets fibre. Splintveddet er også stedet, hvor træet opbevarer opsparet energi i form af stivelse. Om efteråret sendes opløst sukker fra bladene gennem sikarrene og derfra via marvstrålerne ind til de hule, levende vedceller, hvor sukkeret omdannes til stivelse. Om foråret gendannes sukkeret ud fra stivelsen, og transporten går den modsatte vej: fra cellerne via marvstrålerne til vedkarrene og op til knopperne.
Splintved har fundet stigende anvendelse som gavntømmer, selv om det er meget udsat for angreb af svampe og borende insekter. Det har kun kunnet lade sig gøre ved systematisk imprægnering af splintveddet med fungicider. Splintveddets mekaniske egenskaber er dog fortsat meget ringere end kerneveddets.

## Eksempler på splintved
- Almindelig Bøg er et splintvedtræ, hvor veddet bruges til både møbeltræ, gulvbelægning og brænde. Veddet er hvidligt.
- Almindelig Avnbøg er et splintvedtræ, der er meget hårdt. Derfor har det været brugt, hvor der var stærkt slid: aksler, redskaber og møllehjul. Det tunge ved har høj brændværdi, hvad der gør det eftertragtet som brænde. Veddet er hvidligt.
- Veddet fra Bævre-Asp er meget let og trævlet. Derfor er det ikke særligt anvendeligt som gavntræ. Da brændværdien er lav, bruges det heller ikke gerne som brænde, men til papirmasse og til tændstikker er dette hvide ved meget populært.
- Det lette og smidige ved fra balsatræ er lysebrunt og meget brugt til træfly, dragebyggeri og alle andre steder, hvor lethed er afgørende.